# Wasserstrahlpumpe

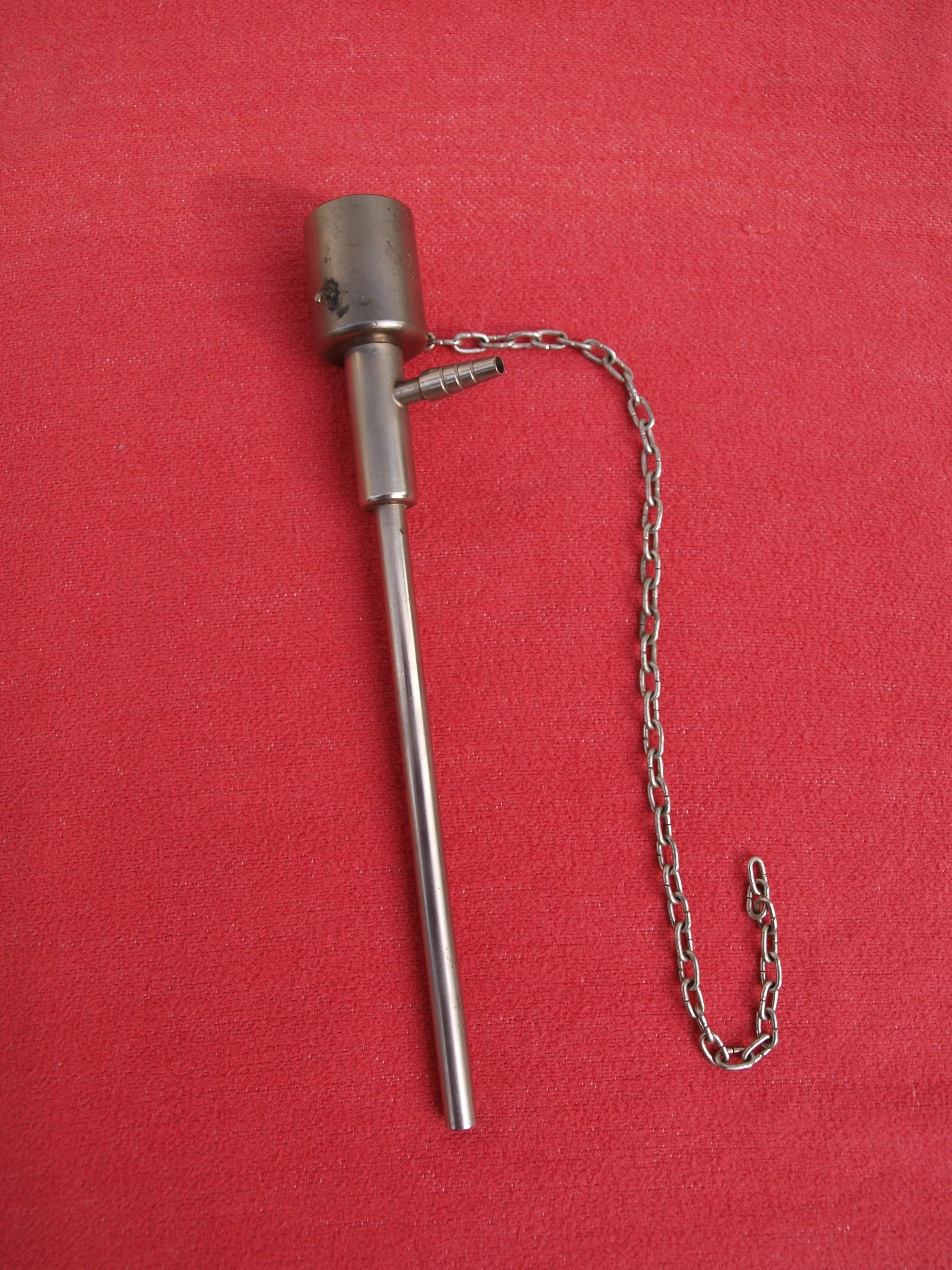
Historische Wasserstrahlpumpe aus Metall, Dehag, Modell -A-, mit Patent-Simritkopf (D.R.G.M.)

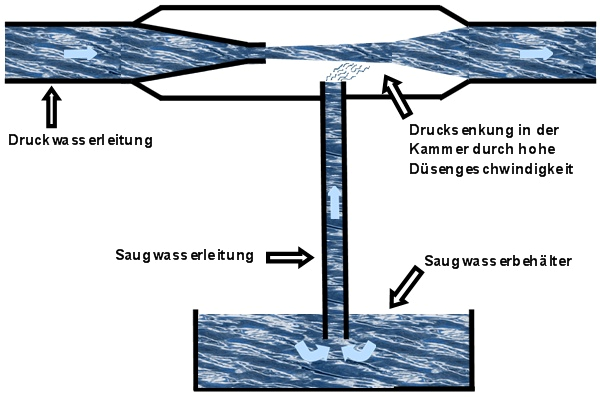
Prinzip der Strahlpumpe

Eine Wasserstrahlpumpe ist eine einfache Strahlpumpe, bei der Wasser als Treibmedium in einer Venturi-Düse verwendet wird. Ihre Erfindung wird zumeist Robert Wilhelm Bunsen zugeschrieben.
Diese Technik wird häufig verwendet, um ein Vakuum zu erzeugen oder um Flüssigkeiten oder Gase abzusaugen. In der Wasserversorgung wird sie verwendet, um Gase wie Sauerstoff bzw. Luft anzusaugen und sie dem Wasser beizumischen.

## Aufbau und Funktionsweise
In der Venturi-Düse ist an der engsten Stelle des Rohres der dynamische Druck (Staudruck) maximal und der statische Druck minimal. Die Geschwindigkeit des Wassers steigt im Verhältnis der Querschnitte beim Durchströmen des eingeschnürten Teils an, weil überall dieselbe Menge durchfließt. Gleichzeitig sinkt der Druck proportional im Ansaugrohr, das genau im engen Teil sitzt.
Bei Schwankungen der Durchflussmenge ändert sich auch der Unterdruck. Wird der Zufluss komplett gestoppt (durch unüberlegtes Schließen des Wasserhahns) so saugt der Unterdruck Wasser in die Apparatur, man spricht dann vom Rückschlag.
Der minimal erreichbare Druck entspricht dem Dampfdruck des Wassers und ist damit temperaturabhängig, er beträgt 6 hPa bei 0 °C (siehe auch: (Wikibooks) Stoffwerte des Sättigungsdampfdrucks in Abhängigkeit von Siede- und Sublimationstemperatur).
Die Saugleistung ist direkt proportional zum Wasserdurchfluss. Eine saugende Pumpe kann bis zur jeweiligen maximalen geodätischen Saughöhe ansaugen, sie eignet sich deshalb nicht zum Fördern aus tiefen Schächten.

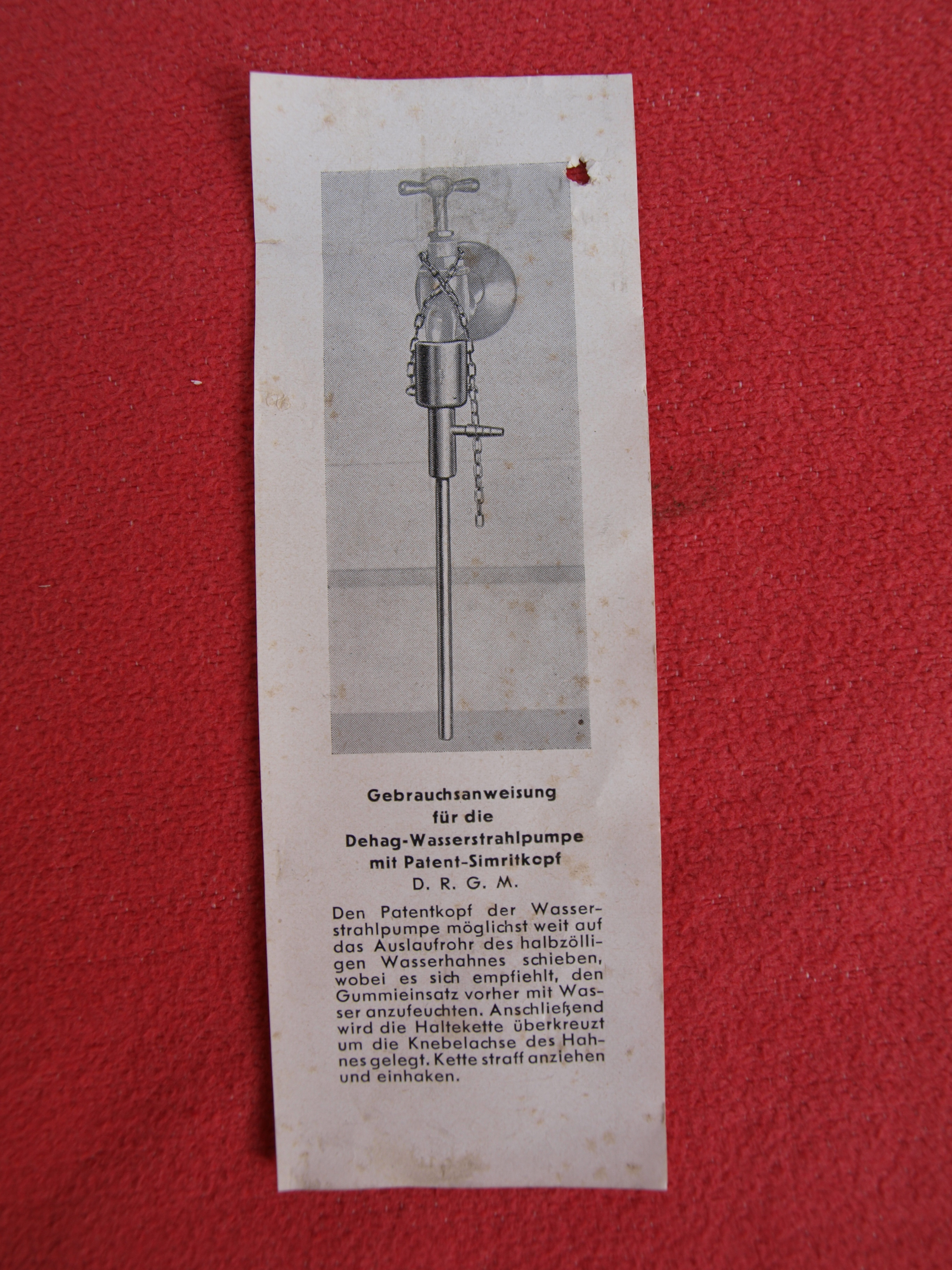
Gebrauchsanleitung einer Wasserstrahlpumpe
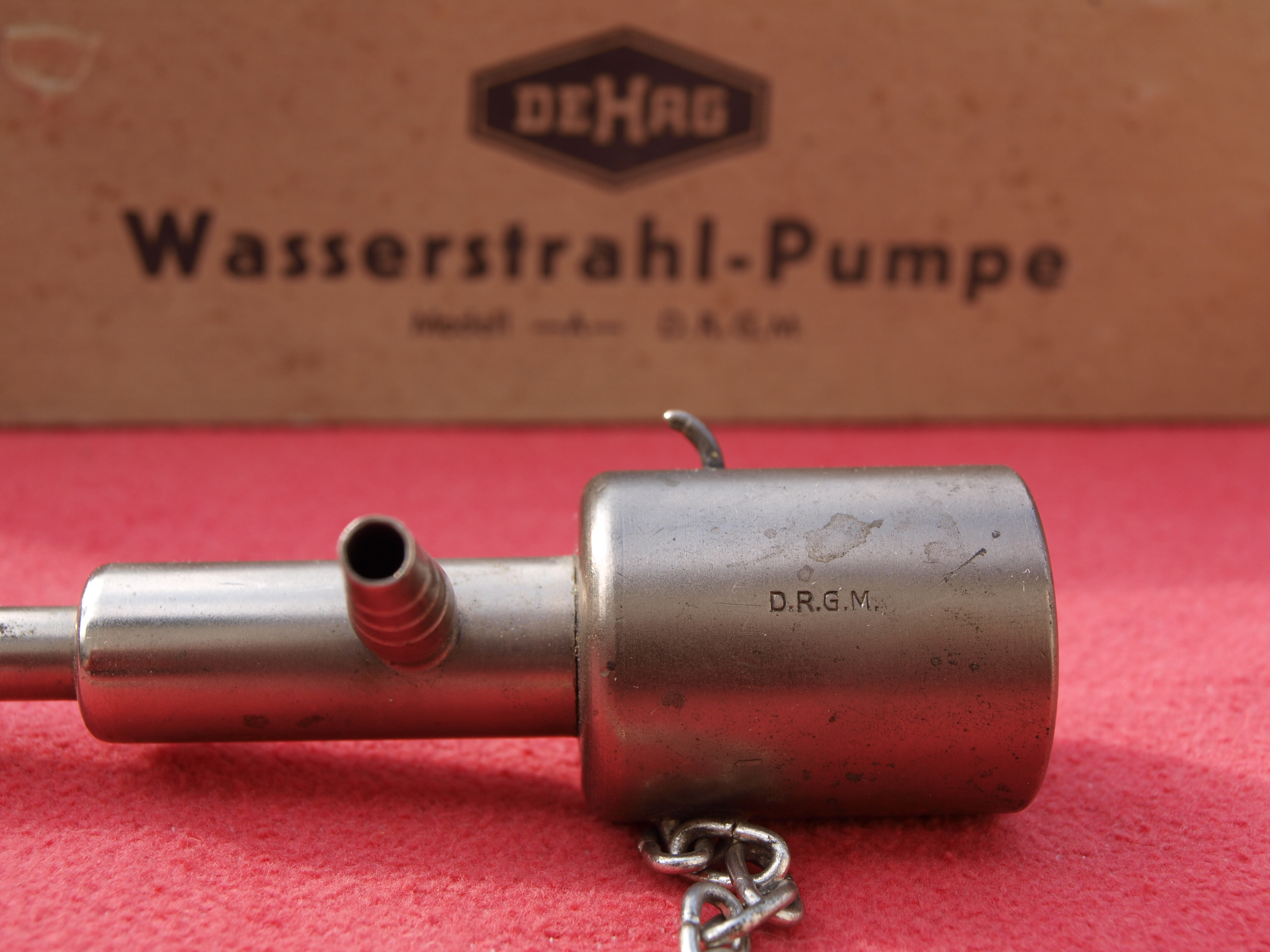
Patentierter Simritkopf einer Wasserstrahlpumpe (D.R.G.M.)

## Einsatzgebiete
Zum Einsatz in Laboratorien kommende Wasserstrahlpumpen bestehen meist aus Glas, Kunststoff oder Metall und werden mittels eines Schlauches oder häufiger mittels einer Schraubverbindung an einen Wasserhahn angeschlossen. Wegen des großen Wasserverbrauches, des unangenehm hohen Geräuschpegels sowie der Belastung des Abwassers mit gegebenenfalls hohen Anteilen organischer Lösemittel werden die Wasserstrahlpumpen zunehmend von elektrisch betriebenen Vakuumpumpen verdrängt. Bei der Benutzung von Wasserstrahlpumpen muss wegen der Gefahr des Rückschlags zwischen Apparatur und Pumpe immer eine Sicherheitswaschflasche (Woulfesche Flasche) angebracht werden.
Da die Pumpe selbst keinen Antrieb benötigt, ist auch kein Stromanschluss oder ein Verbrennungsmotor notwendig. Daher kann die Pumpe auch in explosionsgefährdeten Räumen betrieben werden.
Bei der Feuerwehr ist die Wasserstrahlpumpe eine wasserführende Armatur zur Wasserentnahme und wurde vor allem früher häufig zum Leerpumpen von vollgelaufenen Kellern eingesetzt.

## Trivia
Das Luftansaugen zum Erreichen einer blauen Flamme bei einem Bunsenbrenner erfolgt nach demselben Prinzip.